# USS Kansas City (LCS-22)
«Канзас-Сіті» (англ. USS Kansas City (LCS-22)) — бойовий корабель прибережної зони типу «Індепенденс».
Це третій корабель у складі ВМС США з такою назвою, яку отримав на честь міста Канзас-Сіті (Міссурі).

## Історія створення
Корабель був замовлений 29 грудня 2010 року. Закладений 15 листопада 2017 року на верфі «Austal USA» у місті Мобіл, спущений на воду 19 жовтня 2018 року.
20 червня 2020 року корабель був включений до складу флоту